# Wolfgang Guttke
Wolfgang Guttke (* 27. Februar 1940 in Eberswalde) ist ein deutscher Stahlbauschlosser und früherer Volkskammerabgeordneter für den Freien Deutschen Gewerkschaftsbund (FDGB).

## Leben
Guttke stammt aus der preußischen Provinz Brandenburg und ist der Sohn einer Arbeiterfamilie. Nach dem Besuch der Grund- und der Berufsschule nahm er 1955 eine zweijährige Lehre zum Stahlbauschlosser auf. In diesem Beruf fand er eine Anstellung im VEB Kranbau Eberswalde. Später qualifizierte er sich zum Schweißer und zum Kranfahrer weiter. Zwischenzeitlich leistete er seinen Wehrdienst bei der Nationalen Volksarmee. Seit 1963 arbeitete er auch als Arbeiterkontrolleur und Mitglied einer Brigade der sozialistischen Arbeit. Er wohnte damals in Finow.

## Politik
Guttke wurde 1955 Mitglied der FDJ und des FDGB. In den drei Wahlperioden von 1963 bis 1976 war er Mitglied der FDGB-Fraktion in der Volkskammer der DDR. Mit 23 Jahren war er damals das jüngste Volkskammermitglied.